# Богуше-Літевка
Богуше-Літевка (пол. Bogusze-Litewka) — село в Польщі, у гміні Городиськ Сім'ятицького повіту Підляського воєводства.
Населення — 65 осіб (2011).
У 1975-1998 роках село належало до Білостоцького воєводства.

## Демографія
Демографічна структура станом на 31 березня 2011 року:
|          | Загалом | Допрацездатний вік | Працездатний вік | Постпрацездатний вік |
| -------- | ------- | ------------------ | ---------------- | -------------------- |
| Чоловіки | 34      | 12                 | 19               | 3                    |
| Жінки    | 31      | 6                  | 16               | 9                    |
| Разом    | 65      | 18                 | 35               | 12                   |